# Lisa Jean Moore
Lisa Jean Moore, född 2 januari 1967 i staten New York, är en amerikansk sociolog och feminist. Hon är professor i sociologi och genusvetenskap vid City University of New York.

## Biografi
Lisa Jean Moore föddes i staten New York år 1967. Hon avlade doktorsexamen 1995 vid University of California, San Francisco. För sin bok Buzz: Urban Beekeeping and the Power of the Bee tilldelades hon Distinguished Scholarship Award av American Sociological Association.